# 三輪桓一郎

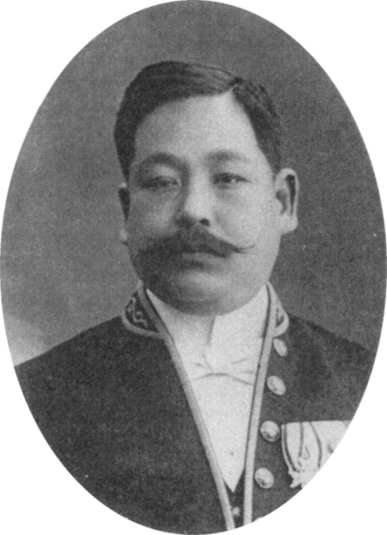
三輪桓一郎

三輪 桓一郎（みわ かんいちろう、1861年4月21日（文久元年3月12日） - 1920年（大正9年）2月1日）は、理学博士。東京物理学講習所（後の東京物理学校、現在の東京理科大学）の創立者の一人である。

## 経歴
- 1861年4月21日（文久元年3月12日） - 武蔵国豊島郡江戸に生まれる。
外務省でフランス人などからフランス語を履修、東京開成学校の仏語の学生を経て東京大学仏語物理学科に編入。
- 1880年（明治13年）7月 - 東京大学仏語物理学科第3期卒業。
- 1881年（明治14年） - 東京物理学講習所の設立者の一人となる。東京大学御用係となり、同大学理学部数学教室で微分学および積分学を教える。
- 1885年（明治18年） - 東京物理学校維持同盟員となる。
- 1894年（明治27年） - 東京物理学校の幹事となる。
- 1914年（大正3年）8月 - 東京物理学校主事となる。
上記のほか、東京大学助教授、学習院大学教授、京都大学教授を勤める。

墓標は、谷中霊園内の寛永寺霊園に所在。

## 著書等
- 三輪桓一郎著、『中等物理教科書』、金港堂書籍、1896年（明治29年）3月
- 三輪桓一郎著、文部省検定済『幾何学教科書』（平面・立体）、金港堂書籍、1903年（明治36年）2月28日
- 岸高丈夫著、三輪桓一郎校閲、『物理實驗教科書』、金港堂書籍 、1908年（明治41年）5月
- 三輪桓一郎著、『新撰幾何学教科書』、金港堂書籍、1914年（大正3年）